# Stenonasteridae
De Stenonasteridae zijn een familie van uitgestorven zee-egels uit de orde Holasteroida.

## Geslachten
- Stenonaster Lambert, 1922 †